# Monobia texana
Monobia texana är en stekelart som först beskrevs av Cresson 1872.  Monobia texana ingår i släktet Monobia och familjen Eumenidae. Inga underarter finns listade i Catalogue of Life.